# Adam Kraft
Adam Kraft, také Krafft (* kolem 1455–1460, Norimberk – 21. ledna 1509, Norimberk, pohřben ve Schwabachu) byl německý pozdně gotický sochař.

## Život
Adam Kraft se narodil v Norimberku jako syn tesaře. O jeho životě a školení je málo informací. Jako tovaryš pracoval nějakou dobu v Ulmu a Štrasburku, většinu života však strávil v Norimberku a jeho okolí. Uzavřel dvě manželství, ale zůstal bezdětný. Měl jen malou dílnu s dvěma nebo třemi spolupracovníky a dům se zahradou v Lodersgasse. Přes četné zakázky byl celý život ve finanční tísni.

## Dílo
Adam Kraft pracoval jako tovaryš na Katedrále v Ulmu (1471) a jeho rukopis byl rozeznán na kazatelně katedrály ve Štrasburku (1485).
Kraft byl mimořádně technicky zdatný. Jeho scény Utrpení Krista vyjadřují hluboký soucit. Portréty světců jsou vznešené a výrazné, zatímco trýznitelé Krista jsou vulgární a odpudiví. Gotický idealismus se v Kraftově díle mísí s přirozeným německým realismem a silou výrazu.

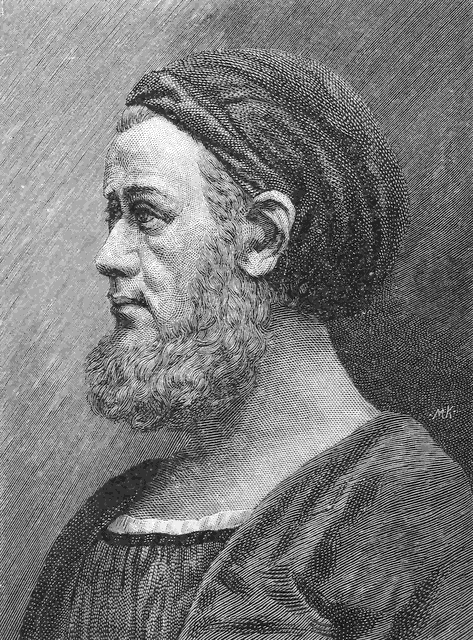
Adam Kraft

Jeho nejslavnějším dílem je 20 m vysoké pastoforium z jemnozrnného pískovce v norimberském kostele St. Lorenz, který byl objednán Hansem Imhoffem. Písemný záznam o zakázce a provedení práce se zachoval. Za války bylo pastoforium ukryto před bombardováním a poškozená vrchní část byla restaurována. Svatostánek podpírají tři postavy, z nichž jedna je považována za autoportrét sochaře.
Dalším významným dílem Adama Krafta je Schreyer-Landauerův epitaf, umístěný na vnější západní straně chóru kostela sv. Sebalda v Norimberku. Tvoří ho rozměrné reliéfy se scénami Krista nesoucího kříž, Ukládání do hrobu a Znovuvzkříšení. Epitaf objednali norimberští patricijové Sebald Schreyer a Matthäus Landauer v letech 1490–92 a Kraftův výkon sklidil velké uznání také od bamberského arcibiskupa, který o něm prohlásil, že se jedná o "dílo vytvořené vznešeným duchem umělce"

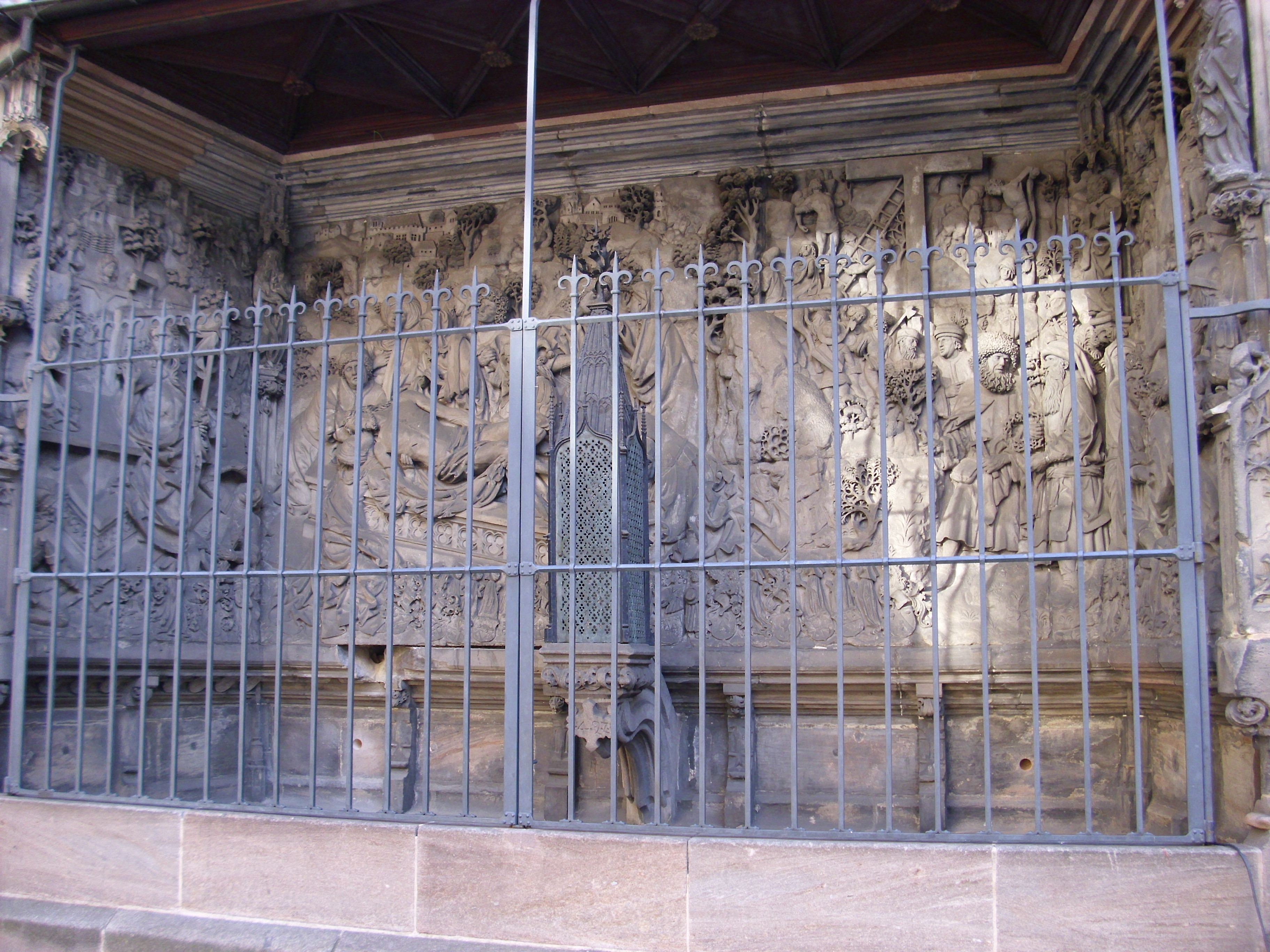
Schreyer-Landauer-Epitaph
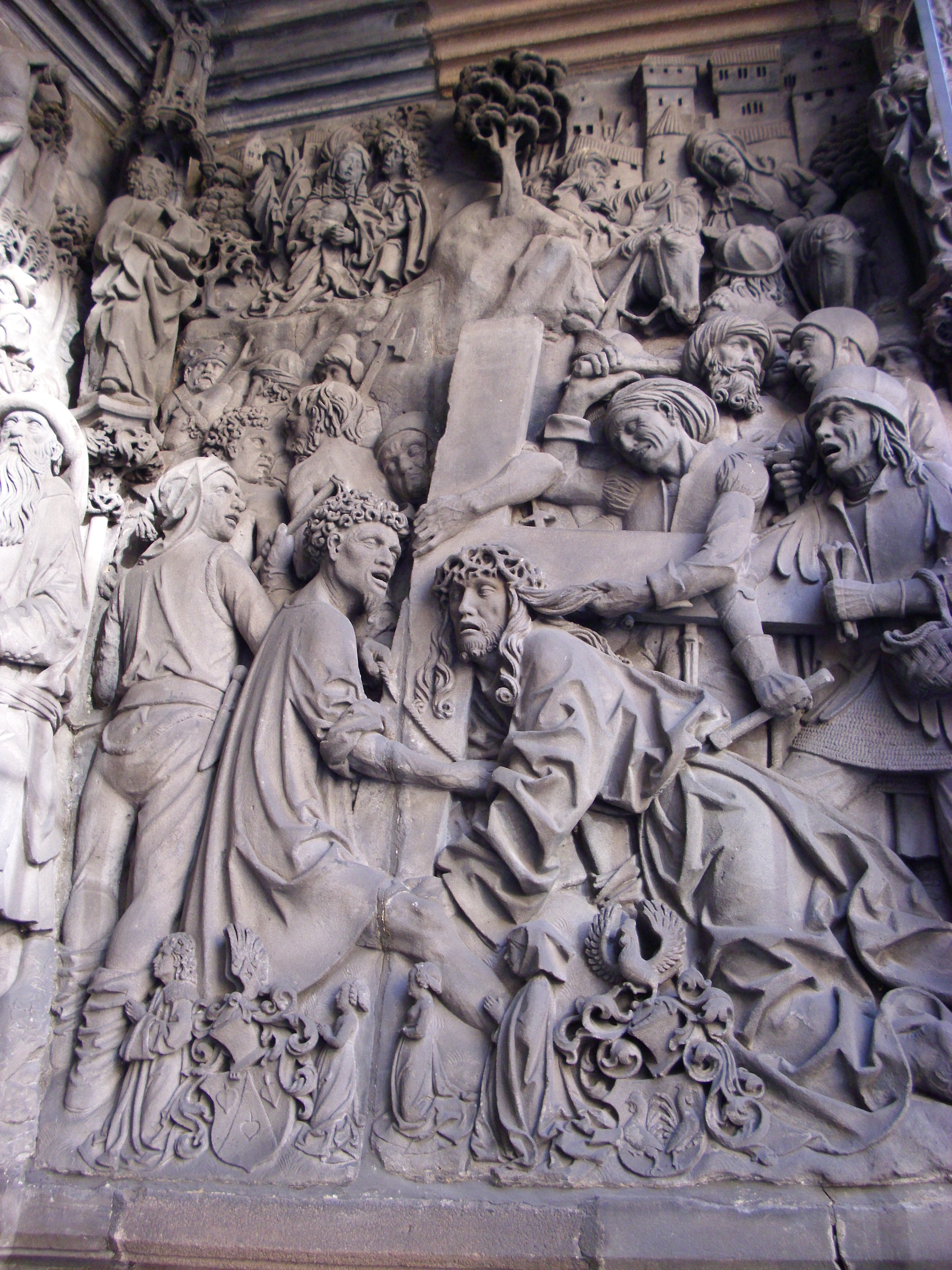
Schreyer-Landauer-Epitaph, Nesení kříže
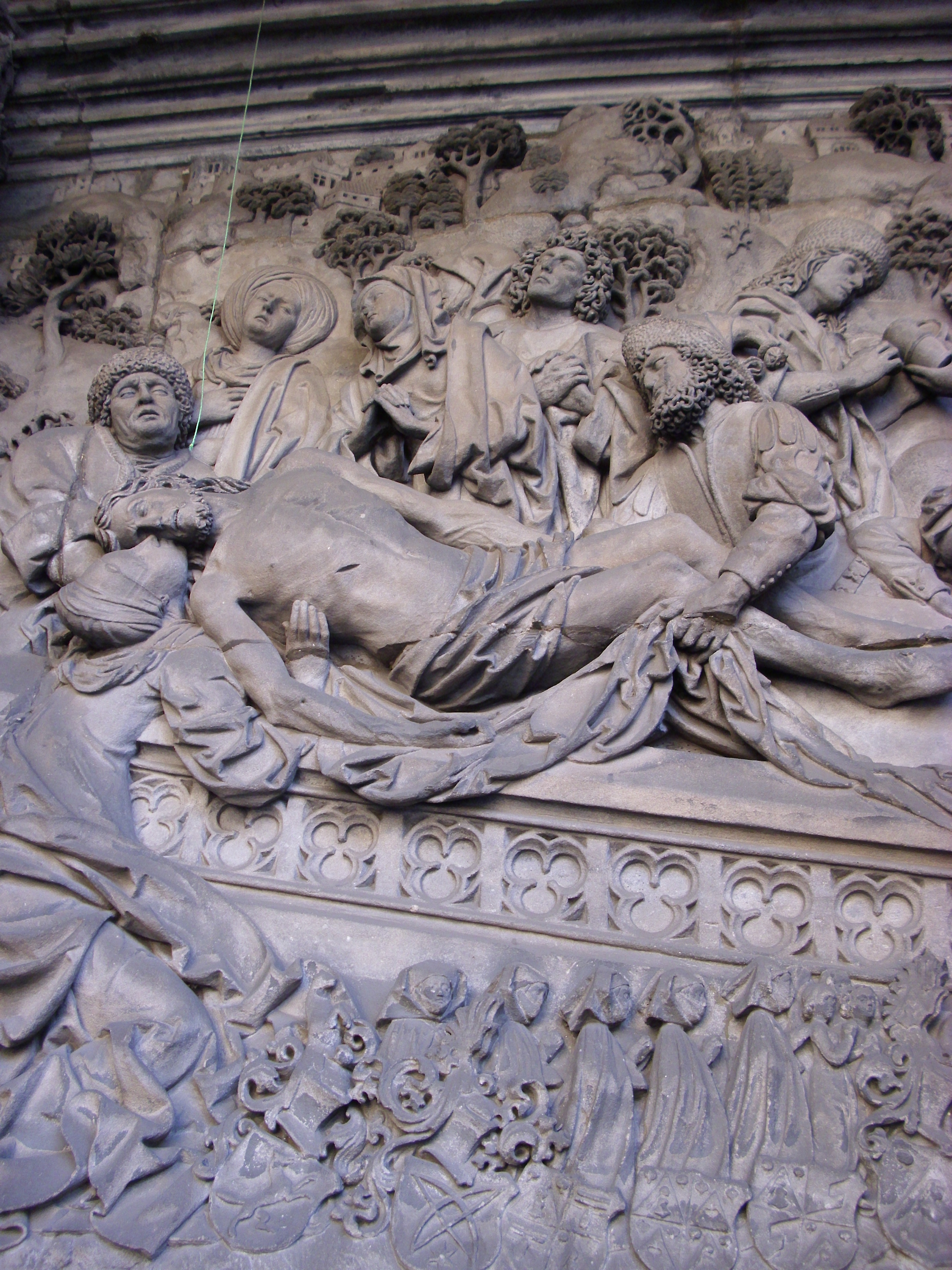
Schreyer-Landauer-Epitaph, Ukládání do hrobu
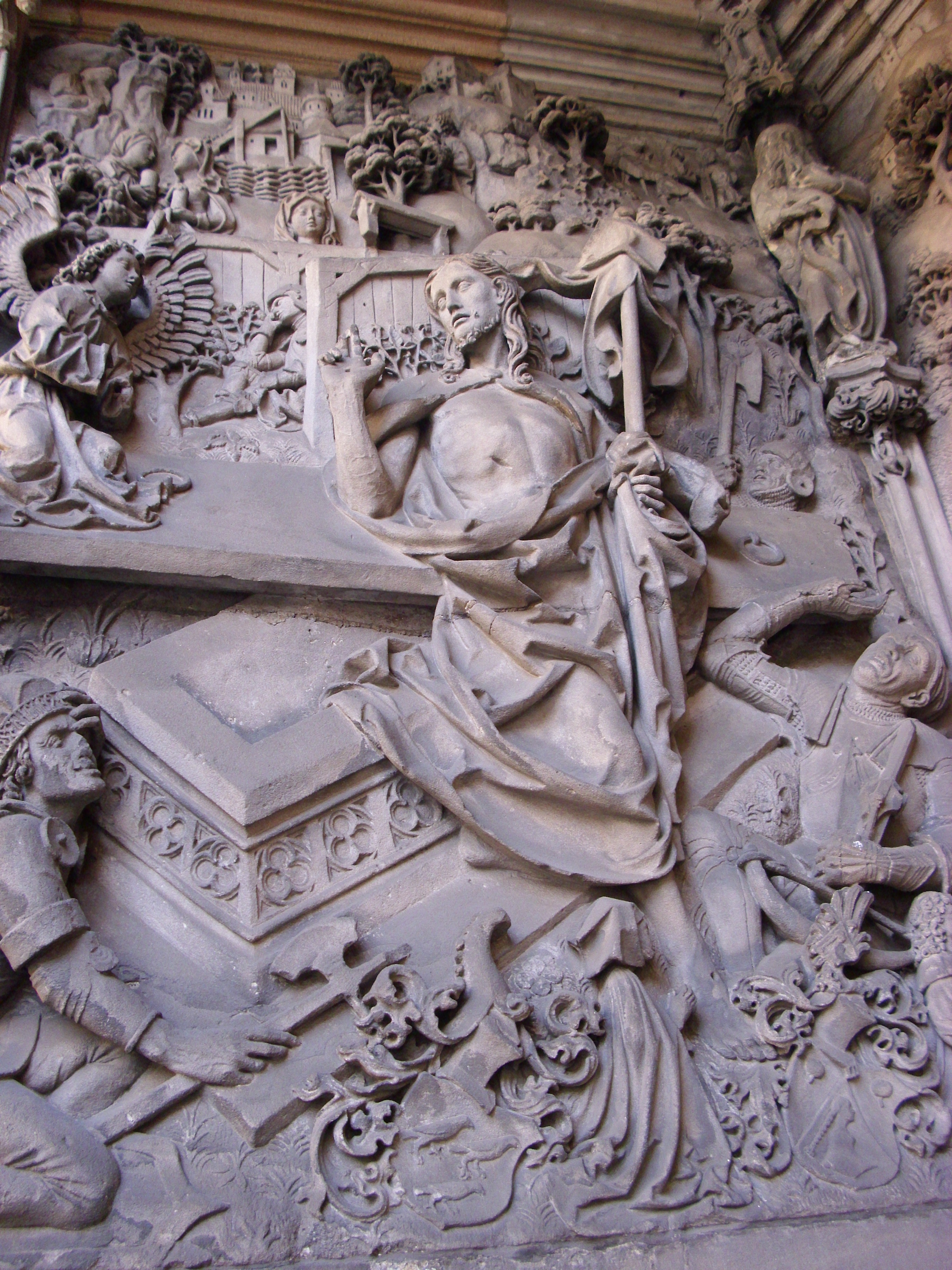
Schreyer-Landauer-Epitaph, Znovuvzkříšení

Kraft nebo jeho dílna byl autorem také menších sochařských prací, jako byla reliéfní domovní znamení v Norimberku nebo kamenné schodiště a jiné práce v domě Petera Imhoffa (Tucherstraße 20).

### Známá díla
- 1488 nákres sarkofágu sv. Sebalda, provedl Peter Vischer starší
- 1490 Sedm zastavení Krista, reliéfy z původní křížové cesty k norimberskému hradu, Germanisches Nationalmuseum, Norimberk
- 1490–1492 Schreyer-Landauer-Epitaph, kámen, St. Sebalduskirche, Norimberk
- 1493 Pastoforium' s reliéfy světců a andělů, Poslední večeří, Ukřižováním a zmrtvýchvstáním Ježíše Krista (20,11 m), Lorenzkirche, Norimberk
- Pastoforium, Sankt-Andreas-Kirche, Kalchreuth
- Náhrobní sochy Madony, Kristus na hoře Olivetské, Ukládání do hrobu
- Skupina Ukřižování, Heilige-Geist-Hof, Norimberk
- Ukládání do hrobu, St. Johannis, Holzschuherkapelle, Norimberk
- Sv. Anna samotřetí, Oberer Bergauerplatz 2, Norimberk
- 1500 Utrpení sv. Beatrix, Lorenzkirche, Norimberk
- 1504 Madona, Bindergasse 2, Norimberk
- 1506 reliéf Ukřižování, Tympanon jižní věže, St. Sebalduskirche, Norimberk
- reliéfní erb biskupa Heinricha III., budova Starého soudu, Bamberg
- Ukládání do hrobu, patnáct figur v životní velikosti v pohřební kapli Holzschuherů, Johanniskirchhofe, Norimberk
- dílna Adama Krafta: Narození Ježíše, dřevěný reliéf, San Nazaro Maggiore, Milán